# Północnokaukaski Uniwersytet Federalny
Północnokaukaski Uniwersytet Federalny (ros. Северо-Кавказский федеральный университет) – publiczna uczelnia w Kraju Stawropolskim, umiejscowiona w Stawropolu i Piatigorsku.
Uniwersytet został zreorganizowany w 2012 z połączenia trzech największych uczelni w Stawropolu – Północnokaukaskiego Technicznego Uniwersytetu Państwowego, Stawropolskiego Uniwersytetu Państwowego oraz Piatigorskiego Uniwersytetu Humanistyczno-Technologicznego.

## Instytuty
Na Północnokaukaskim Uniwersytecie Federalnym stworzono jedenaście instytutów (dziesięć z nich znajdują się w Stawropolu, a jeden – w Piatigorsku), w tym sto jedenaście kierunków:
- Instytut Humanistyczny,
- Instytut Nauk Przyrodniczych,
- Instytut Systemów Życia,
- Instytut Prawa,
- Instytut Ekonomii i Zarządzania,
- Instytut Pedagogiczny,
- Instytut Nafty i Gazu,
- Instytut Informatyki i Telekomunikacji,
- Instytut Budownictwa i Inżynierii Transportu,
- Instytut Elektryki, Elektroniki i Nanotechnologii,
- Instytut Usług, Turystyki i Designu[1].